# Dendrophryniscus minutus
Dendrophryniscus minutus és una espècie d'amfibi que viu al Brasil, Bolívia, Colòmbia, l'Equador, Guaiana Francesa, Guaiana, el Perú, Surinam i, possiblement també, a Veneçuela.
Està amenaçada d'extinció per la pèrdua del seu hàbitat natural.